# Шубат
Шубат (или чал) (туркм. çal, узб. qumron, каз. шұбат, қымыран) — кисломолочный напиток из верблюжьего молока. Традиционный напиток казахов и узбеков. У туркменов имеется очень похожий напиток под названием чал. В Казахстане напиток употребляется летом и называется шубат. По сравнению с кумысом шубат имеет более высокую жирность (до 8 %). 
Из-за требований к сохранности почти не экспортируется. С поверхности напитка собирают также ферментированные сливки — агаран (туркм. agaran, каз. ағарған).

## Приготовление
В деревянную кадушку наливают свежее верблюжье молоко, предварительно залив закваску, затем завязывают или закупоривают крышку, оставляя для скисания на сутки. Шубат, в отличие от кумыса, не взбалтывают, а хорошо перемешивают перед тем, как подать на стол. Напиток более густой, чем кумыс, и имеет белый цвет.

## Характеристики
К особенностям приготовления шубата относится то, что напиток готов уже через 6—8 часов, а его срок хранения сильно ограничен, так как он скисает уже через сутки. Единственно возможный способ продлить его хранение — это поместить его в условия с температурой не выше +5 °С, что без холодильника невозможно. Это является значительным препятствием для распространения напитка. 
Некоторые свойства шубата:
|                            | Верблюжье молоко | «Шубат (Чал)» |
| -------------------------- | ---------------- | ------------- |
| Кислотность                | 18°              | 28°           |
| Жирность                   | 4,3 %            | 4,3 %         |
| Лактоза                    | 2,75 %           | 1.32 %        |
| Сухое вещество, кроме жира | 8,2 %            | 6,6 %         |
| Минеральные вещества       | 0,86 %           | 0,75 %        |
| Этиловый спирт             |                  | 1,1 %         |
| Аскорбиновая кислота       | 5,6 мг%          | 4,8 мг%       |